# Linia kolejowa 193 Prešov – Humenné
Linia kolejowa 193 Prešov – Humenné – linia kolejowa na Słowacji o długości 70 km, łącząca miejscowości Preszów i Humenné. Jest to linia jednotorowa oraz niezelektryfikowana.